# Josef Hickersberger
Josef Hickersberger (ur. 27 kwietnia 1948 w Amstetten), austriacki piłkarz i trener piłkarski.
W latach 1987–1990 był selekcjonerem reprezentacji Austrii, którą wprowadził do finałów Mistrzostw Świata 1990. Później przez wiele lat pracował poza Europą. Od stycznia 2006 roku ponownie był trenerem rodzimej drużyny narodowej. 23 czerwca 2008 roku złożył rezygnację z pełnienia funkcji trenera reprezentacji.

## Sukcesy piłkarskie
- mistrzostwo Austrii 1982 z Rapidem Wiedeń

W reprezentacji Austrii rozegrał 39 meczów i strzelił 5 goli – uczestnik Mistrzostw Świata 1978.

## Kariera trenerska
Debiutował w roli szkoleniowca dość nietypowo, bo od razu jako selekcjoner reprezentacji Austrii, którą następnie wprowadził do finałów Mistrzostw Świata 1990. Po krótkiej przygodzie z Fortuną Düsseldorf i Austrią Wiedeń w latach 1995–2002 odnosił niemałe sukcesy w pracy z klubami z Azji i Afryki, przez kilka miesięcy był nawet selekcjonerem reprezentacji Bahrajnu.
Od 2002 roku był trenerem Rapidu Wiedeń, który w sezonie 2005-06 udało mu się wprowadzić do Ligi Mistrzów. W czerwcu 2005 roku zdobył z nim mistrzostwo kraju.
Po zdymisjonowaniu Hansa Krankla od stycznia 2006 roku ponownie objął funkcję selekcjonera rodzimej kadry. Jego nadrzędnym celem było przygotowanie reprezentacji do Euro 2008, w którym to Austriacy, jako współgospodarze turnieju, mieli zapewniony udział. W okresie od stycznia 2006 do czerwca 2008 reprezentacja przygotowując się do Euro 2008 grała jedynie mecze towarzyskie w których odnieśli 5 zwycięstw, 8 remisów i 11 porażek. Tak słaba gra reprezentacji Austrii w okresie przygotowań do Mistrzostw Europy w piłce nożnej wywołała niezadowolenie wśród kibiców którzy wystosowali nawet petycję do krajowej federacji piłkarskiej w sprawie wycofania reprezentacji z Euro 2008. Na samym turnieju Austriacy co nie było zaskoczeniem – odpadli już po fazie grupowej, zdobywając 1 punkt, remisując z Polską 1:1 (jedyną bramkę dla Austrii w tym turnieju zdobył Ivica Vastić w ostatniej minucie z rzutu karnego) i przegrywając z Chorwacją i Niemcami po 0:1. 23 czerwca, siedem dni po odpadnięciu z turnieju Hickersberger podał się do dymisji.
10 grudnia 2008 roku został trenerem drużyny Al-Wahda.

## Sukcesy trenerskie
- Puchar Austrii 1994 z Austrią Wiedeń
- mistrzostwo Bahrajnu 1996 z Al Ahli
- finał Pucharu Egiptu 1998 z Arab Contractors
- mistrzostwo i Puchar Kataru 2002 z Al-Ettehad
- mistrzostwo Austrii 2005 z Rapidem Wiedeń
- awans do Mistrzostw Świata 1990 oraz start w tym turnieju (runda grupowa) z reprezentacją Austrii
- Trener roku 2005 w Austrii